# Univision Canada

Logo de TLN en Español (2007-2014)

Univision Canada est une chaîne de télévision canadienne spécialisée de catégorie B de langue espagnole appartenant à Telelatino Network. Elle est une chaîne de divertissement générale en diffusant des bulletins de nouvelles, des drames, des débats télévisés, du sport, et plus.
Les émissions proviennent principalement de Univision (sans le contenu de Televisa), UniMás et Univision Deportes Network.
C'est une déclinaison de la chaîne américaine utilisée sous licence d'Univision Communications.

## Histoire
Après avoir obtenu une licence auprès du CRTC pour le service Spanish Entertainment TV 1, Telelatino Network a lancé le service sous le nom de TLN en Español le 23 octobre 2007.
Le 28 janvier 2014, Corus annonce que la chaîne deviendra Univision Canada au printemps 2014, chose faite le 5 mai 2014.
En mars 2019, les parts de Corus sont rachetées par TLN.